# St. Martin (Nandlstadt)

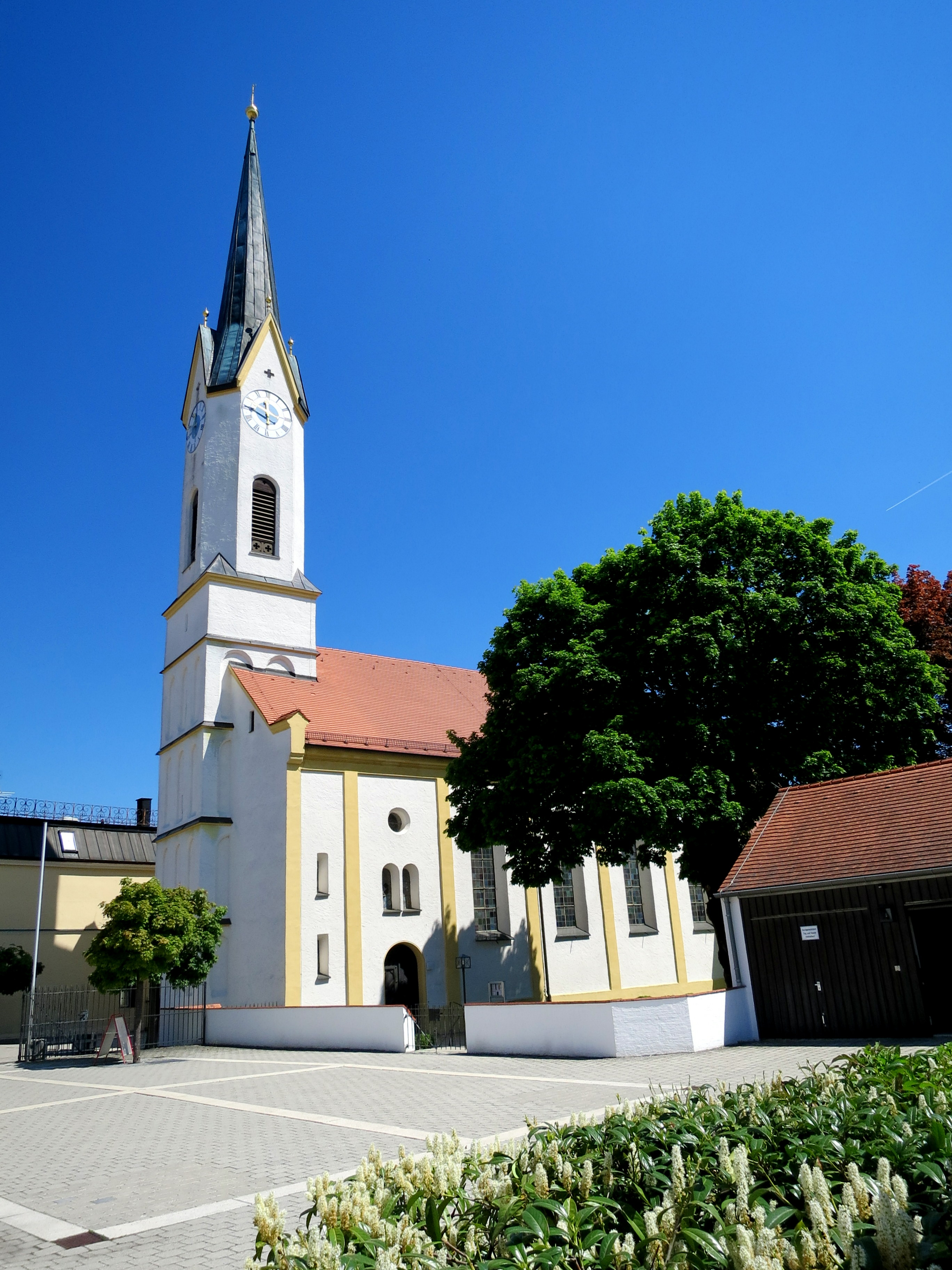
Pfarrkirche St. Martin

Die katholische Pfarrkirche St. Martin in Nandlstadt (Landkreis Freising) ist ein neugotischer Saalbau mit eingezogenem Polygonalchor und angefügter zweigeschossiger Sakristei. Sie wurde 1865 errichtet, der Westturm stammt im Wesentlichen noch vom Ende des 15. Jahrhunderts. Sie ist zusammen mit ihrer Ausstattung ein geschütztes Baudenkmal mit der Aktennummer D-1-78-144-16 des Bayerischen Landesamtes für Denkmalpflege.

## Geschichte
Im Jahr 1315 wurde die Pfarrei Nandlstadt zum ersten Mal schriftlich erwähnt. Es gab die Kirche im Ort sicherlich bereits seit Jahrhunderten. Um 815 gab es wohl schon einen kleinen Vorgängerbau, denn in diesem Jahr wird das Gebiet um Nandlstadt zum ersten Mal als bewohnte Gegend in den Archivalien fassbar. Dass sich St. Martin als alleiniger Kirchenpatron durchsetzte, ist auf eine Entwicklung im ausgehenden 18. Jahrhundert zurückzuführen. In den Jahrhunderten zuvor teilten sich St. Martin und St. Johann Baptist das Patrozinium.

### Reste des mittelalterlichen Kirchenbaus
Über den mittelalterlichen Kirchenbau oder seine möglichen Vorgängerbauten ist nur sehr wenig bekannt. Einzig ein romanisches Tympanon, Fliesen, eine Grabplatte und die mittelalterlichen Fundamente des Turms sind Relikte aus dem 11. bis 16. Jahrhundert. Erhalten sind Planzeichnungen des Kirchenbaus von 1784, die im Jahr 1862 angefertigt wurden. Darauf ist eine Saalkirche abgebildet, deren Turm mit einer Zwiebelhaube abschließt. Auch das Portal war mit Dreiecksgiebeln und Säulen einer spätbarocken Formensprache sehr nahe.

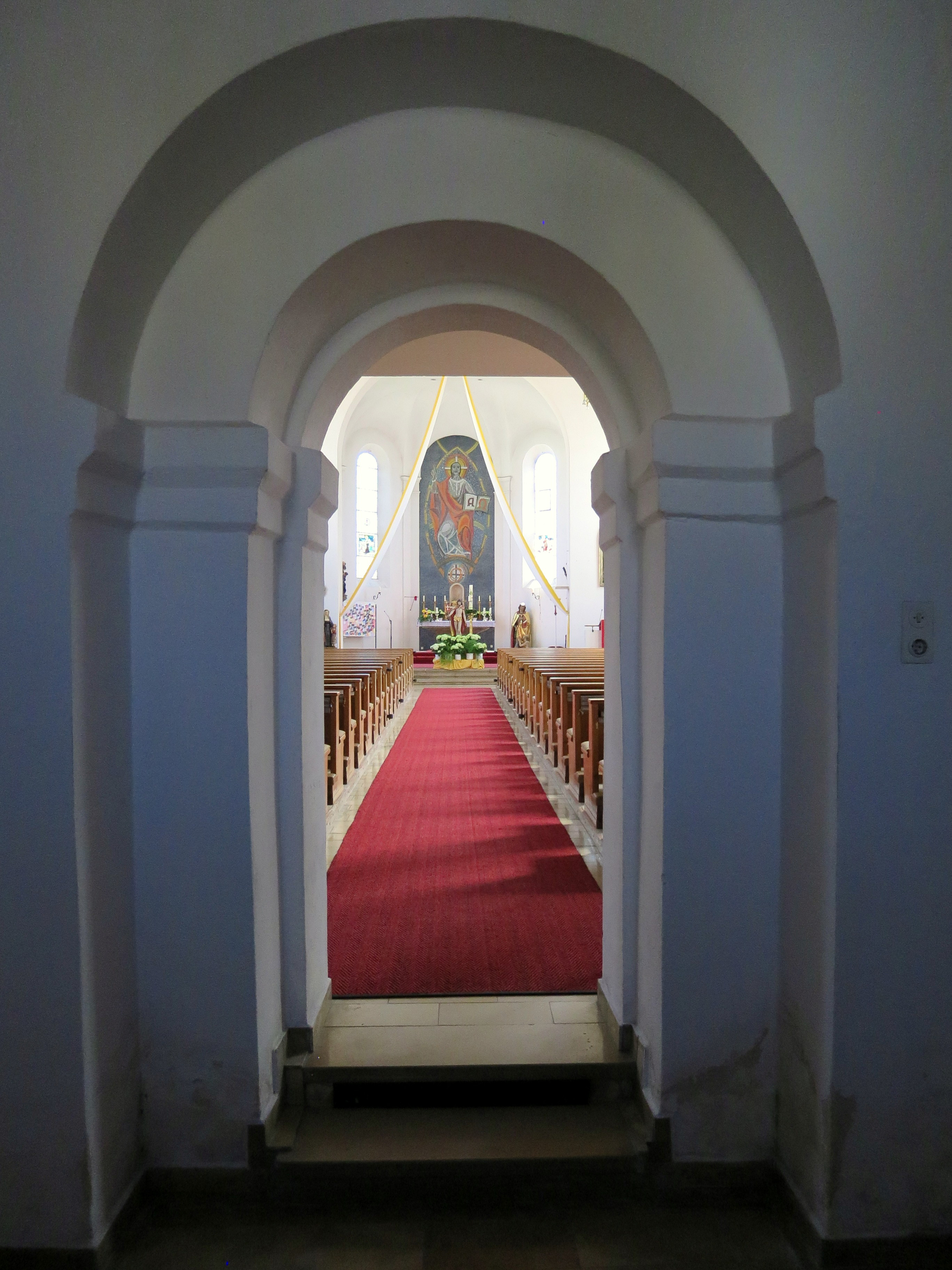
Tor in der Taufkapelle
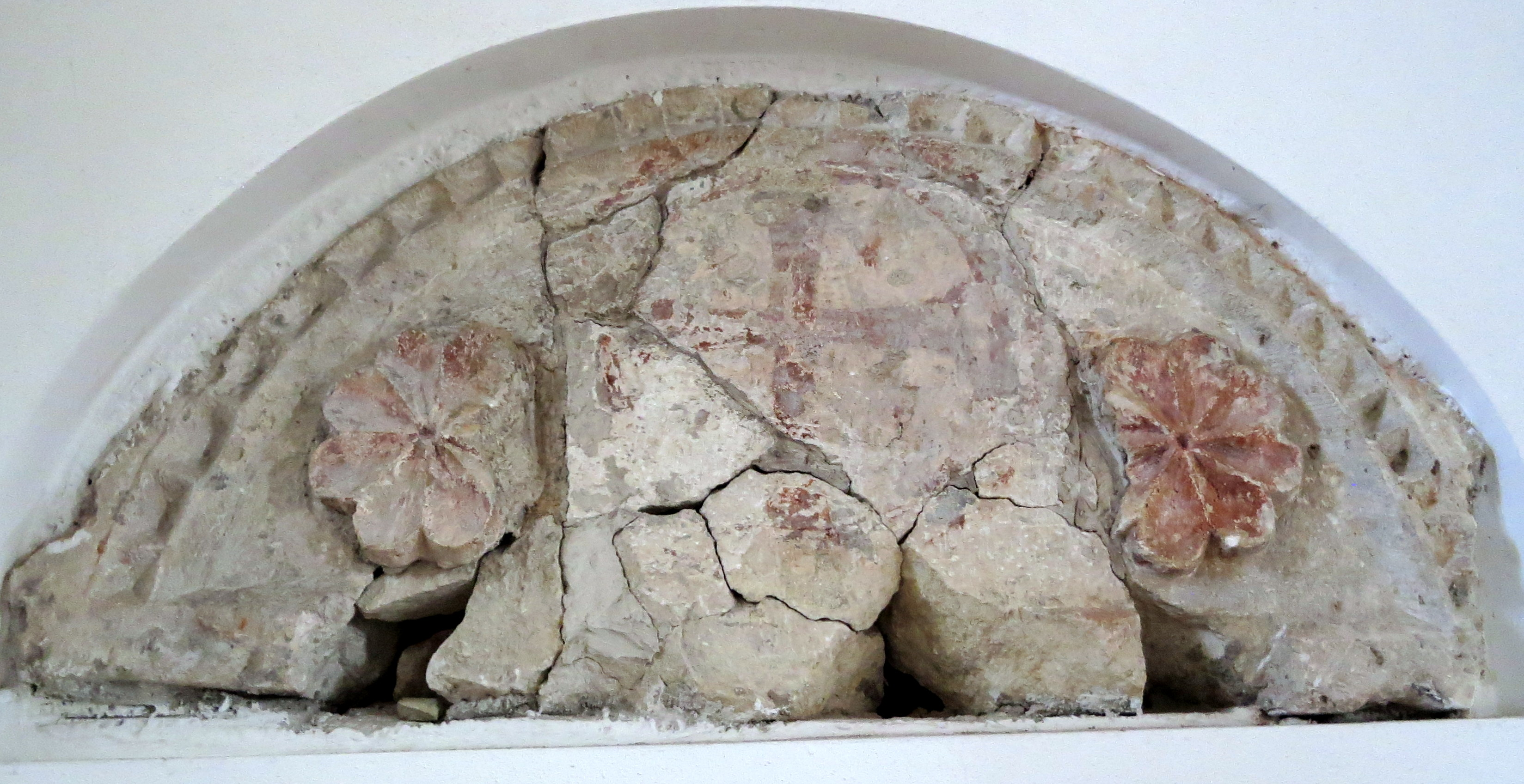
Bruchstücke des Tympanons
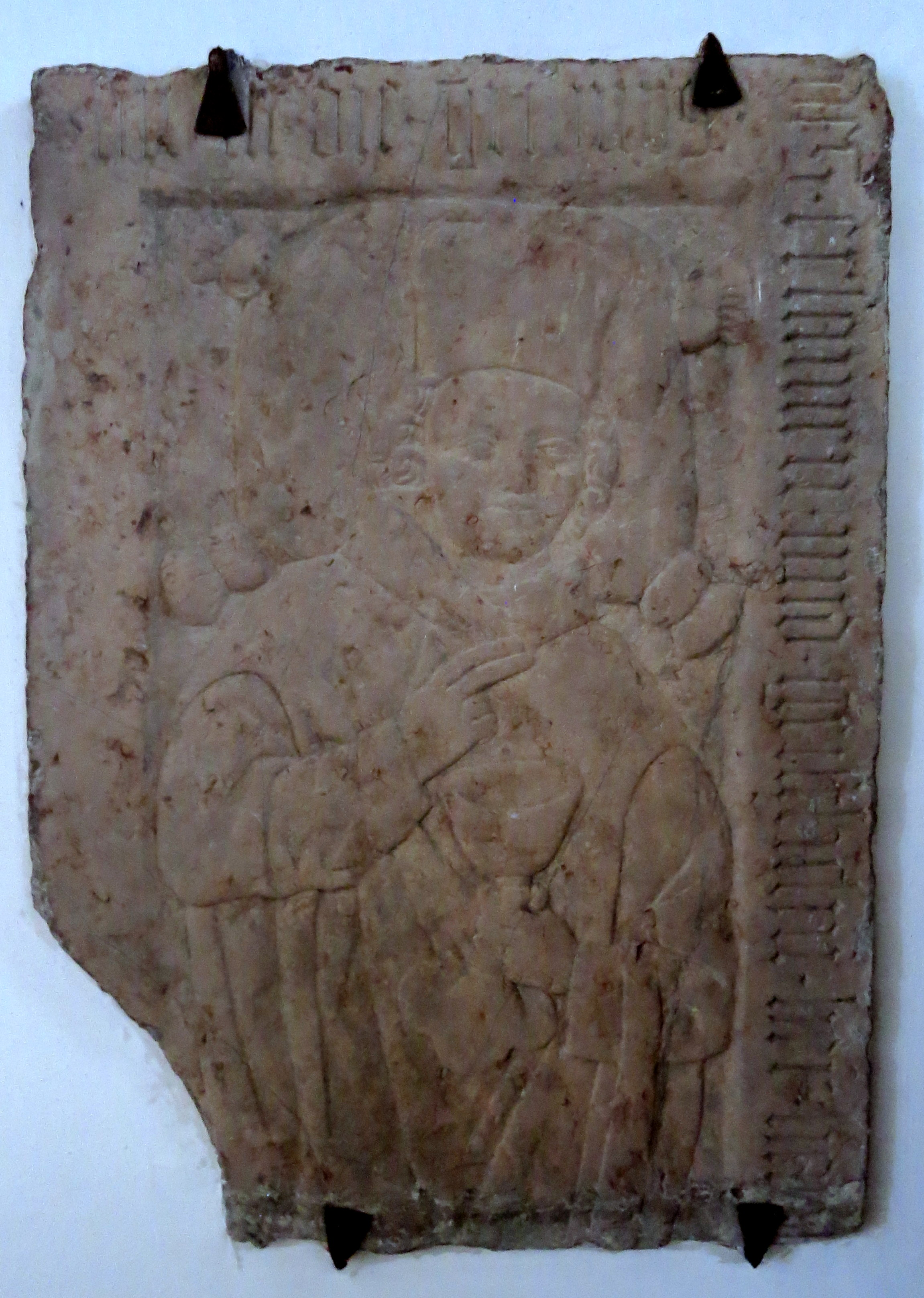
Alte Grabplatte

### Erweiterungsbau unter Pfarrer Leibig
Ein großer Umbruch fand ab dem Jahr 1862 statt. In diesem Jahr wurde der große Erweiterungsbau der Nandlstädter Pfarrkirche unter der Leitung von Pfarrer Philipp Leibig (1861–1903) initiiert. Mit dem Beginn der Arbeiten 1863 wurde der Kirchenraum nach Osten hin erweitert und die Wände erhöht. Es entstand bis zum Jahr 1865, dem damaligen Zeitgeschmack entsprechend, eine neoromanische Kirche, sowohl im Äußeren als auch im Inneren. Die Einweihung wurde von Erzbischof Gregor von Scherr (1856–1877) am 17. September 1865 vorgenommen. Eine prachtvolle neoromanische Ausmalung erfolgte 1898/99 durch den Münchner Kirchenmaler Ferdinand Seebacher und dessen Sohn.

### Änderungen im 20. Jahrhundert
Bereits im Jahr 1937 wurde der Innenraum der Pfarrkirche verändert. Unter Pfarrer Max Hertle (1935–1955) wurden die Wände weiß getüncht und zwei neue Deckengemälde angebracht. Im Langhaus wurde das Motiv „Christkönig über Nandlstadt“ gewählt, im Chorraum eine Darstellung der Dreifaltigkeit. Die neoromanischen Altäre aus dem 19. Jahrhundert blieben dem Kirchenraum erhalten.
Im Jahr 1961, kurze Zeit nach der Ankunft von Pfarrer Georg Unterstraßer (1959–1963), wurden die Altäre entfernt. Im Chorraum fand mittig ein Hauptaltar Platz, an der Wand dahinter wurde von dem Kirchenmaler Michael Weingartner ein Mosaik von Christus als Weltenrichter angebracht; auf der Wand zur Männerseite wurde ein Mosaik des Kirchenpatrons St. Martin gestaltet, darunter am Ambo eine Taube als Symbol für den Heiligen Geist. Die Deckengemälde wurden entfernt und durch kubische, bunte Felder ersetzt, ähnlich den Kirchenfenstern. Es entstand damit ein für die beginnenden 1960er Jahre ein höchst moderner Kirchenraum im ländlichen Raum. Den Altar weihte 1965 Erzbischof Julius Kardinal Döpfner (1961–1976).

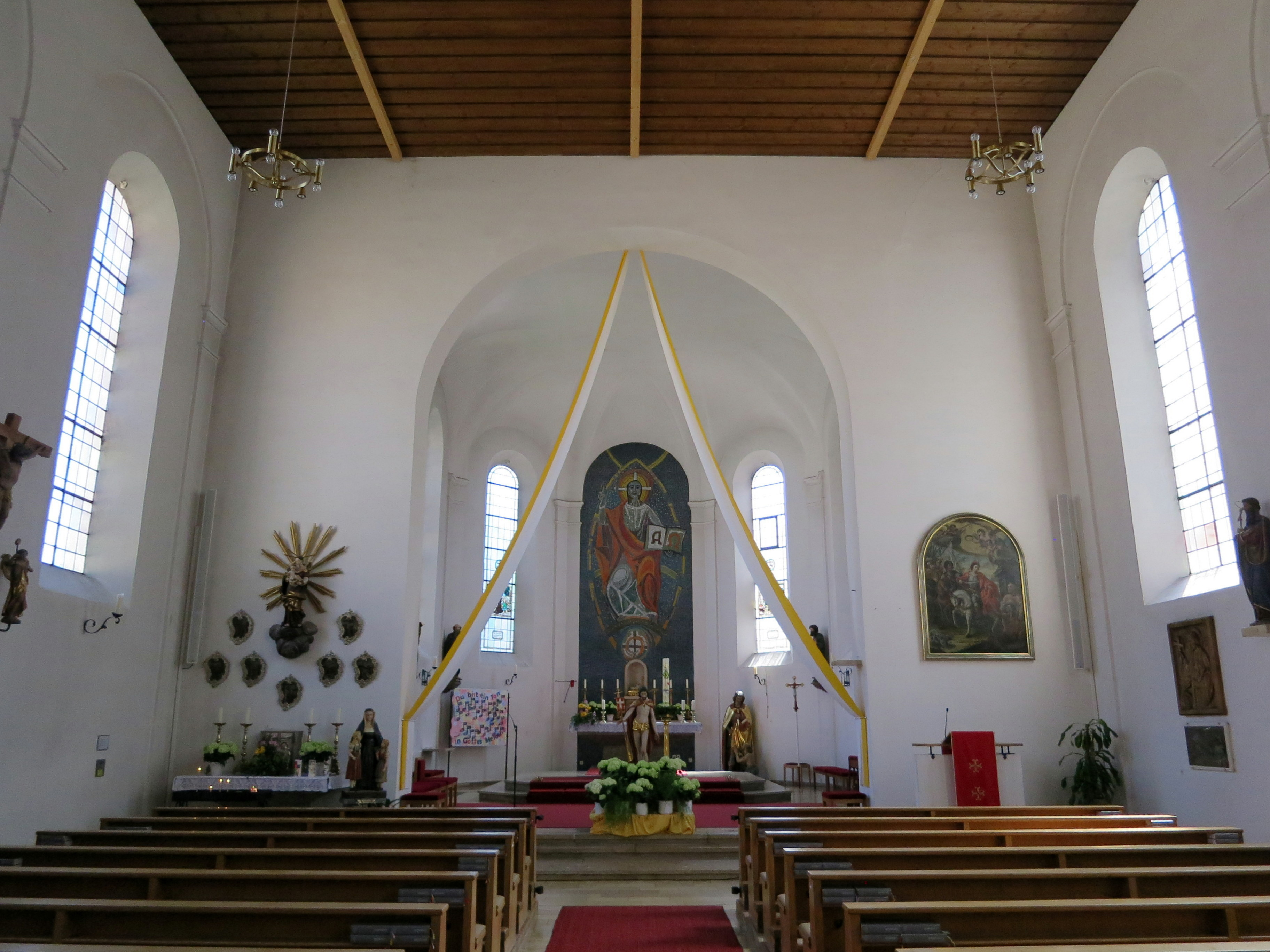
Blick zum Chor mit „Christus als Weltenrichter“
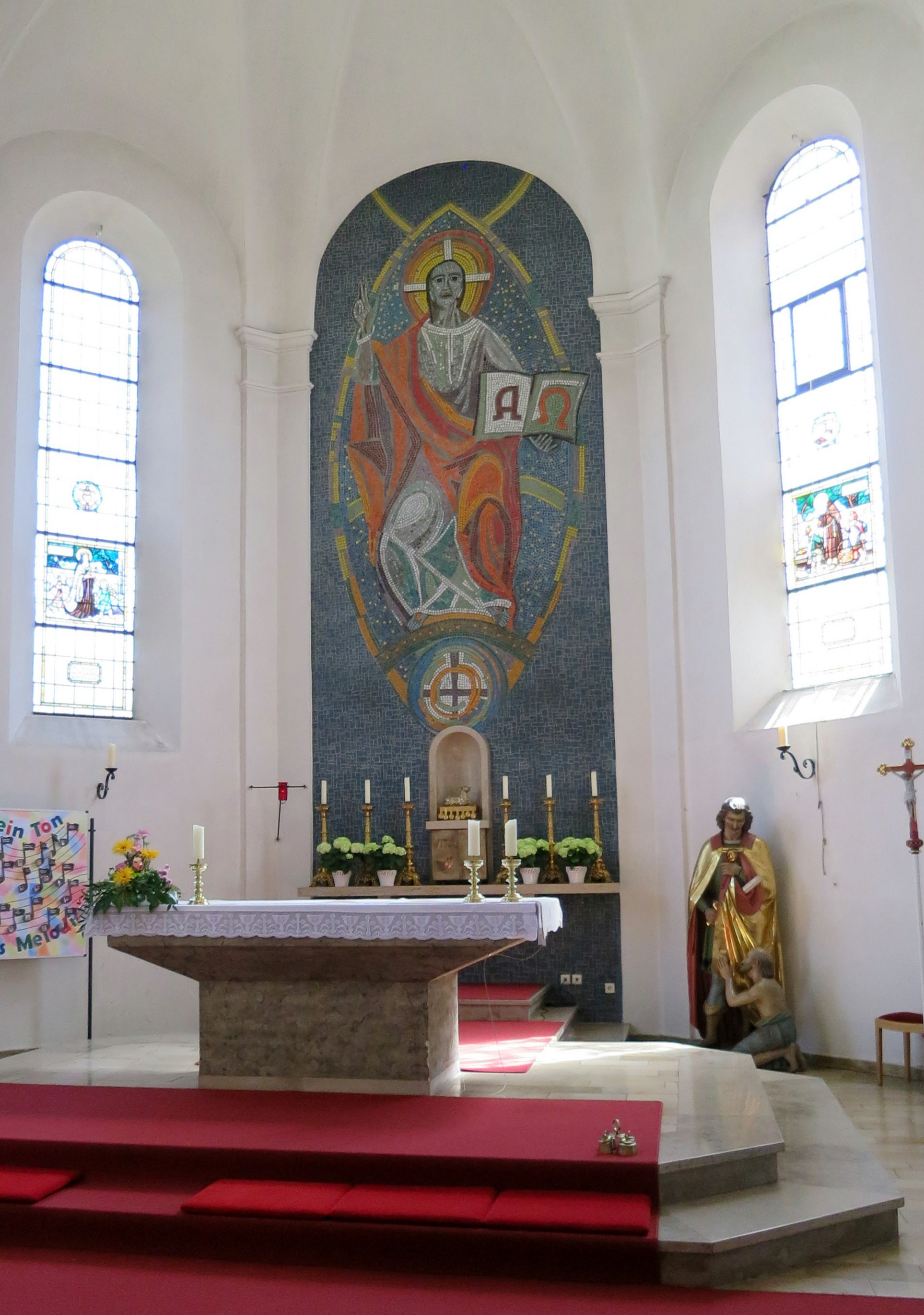
Das Chorgemälde
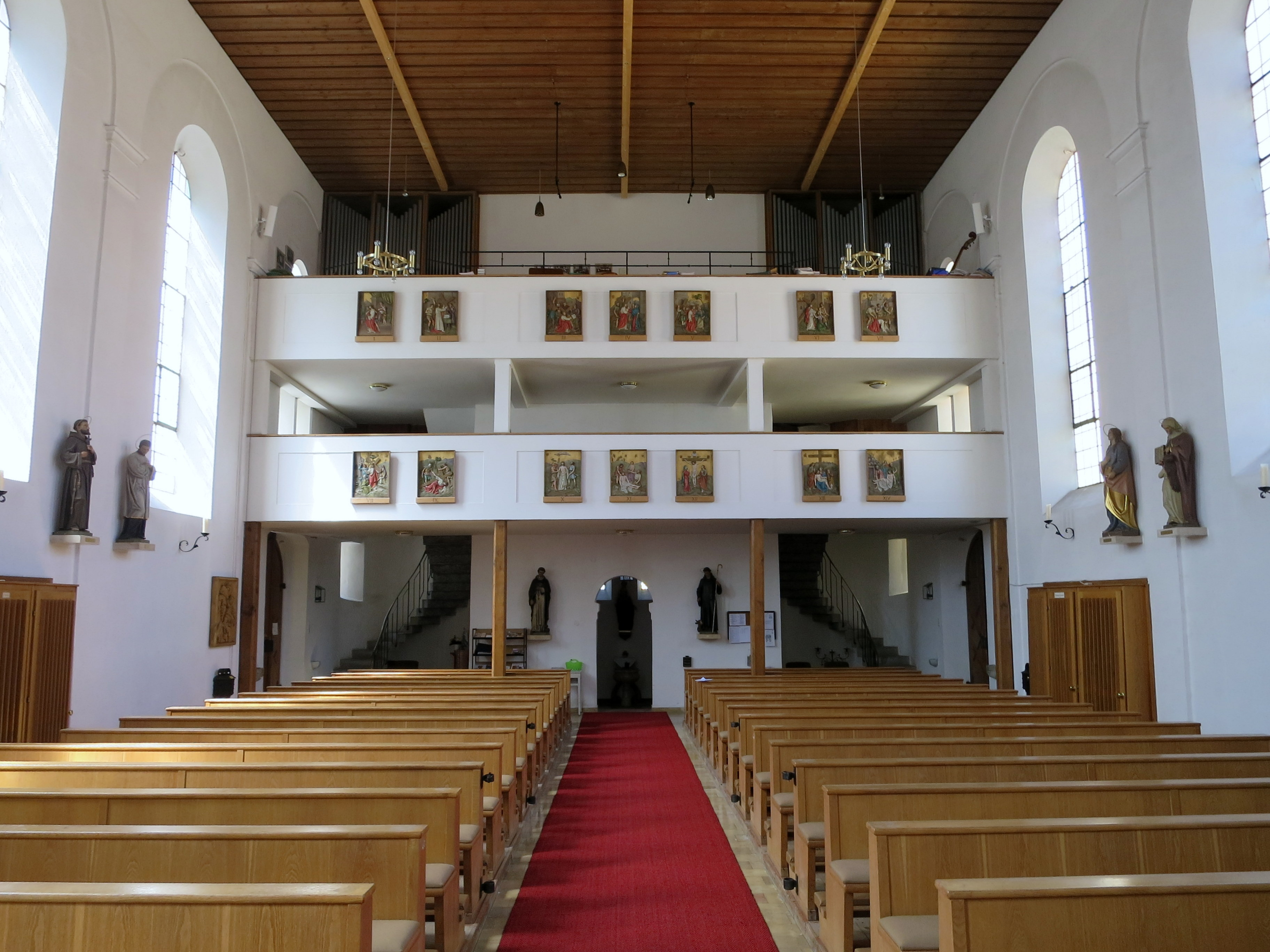
Blick zur Empore mit Orgel und dem angebrachten Kreuzweg
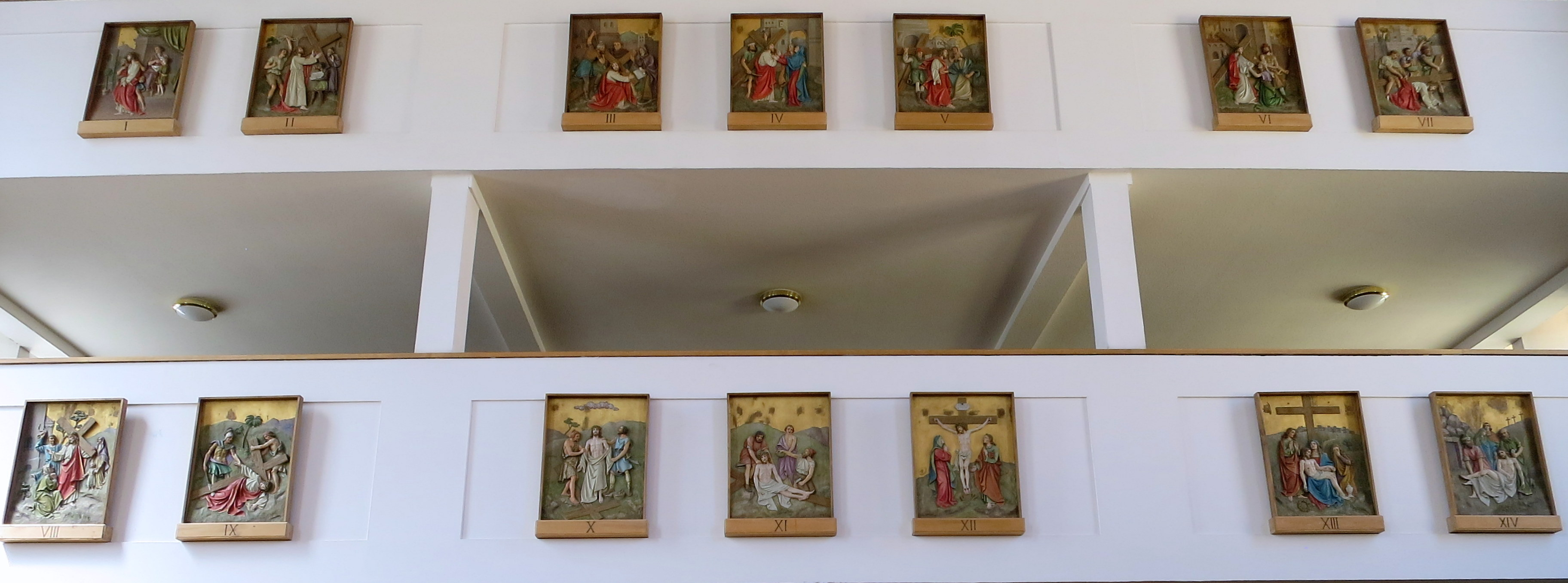
Die 14 Kreuzwegstationen
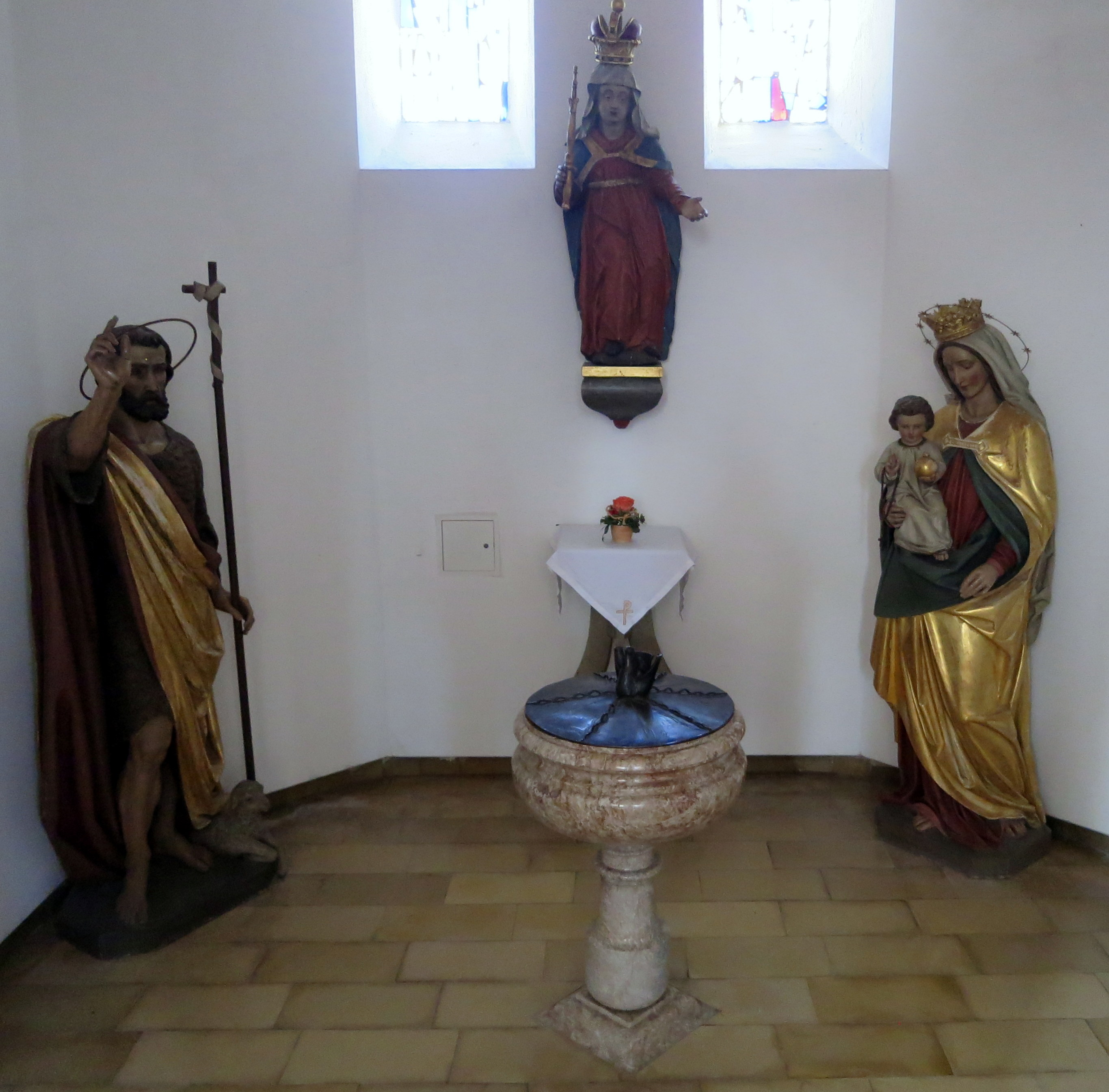
Taufkapelle im Turmuntergeschoss
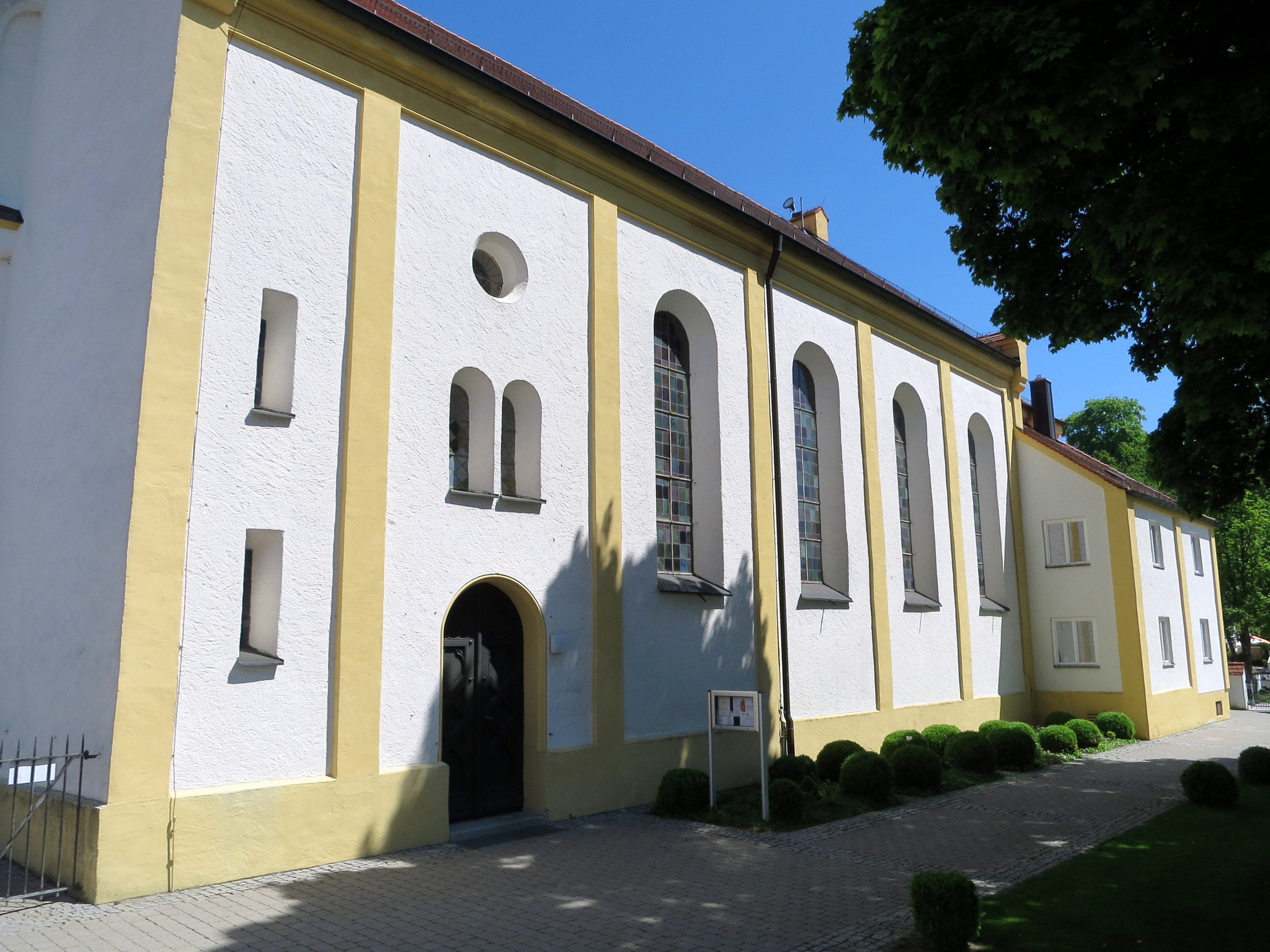
Langhaus von außen

Die hölzerne Decke und die Schar von Heiligen an den weiß getünchten Wänden geht auf Pfarrer Maier (1963–1980) gegen Ende der 1970er Jahre zurück. In dieser Phase gingen die Mosaike des hl. Martin und der Taube verloren; ersetzt wurden diese durch ein barockes Gemälde, das die Szene der Mantelteilung des hl. Martin darstellt.